# Pristonesia
Pristonesia (лат.) — род ос-бетилид из надсемейства Chrysidoidea (Bethylidae, Hymenoptera).

## Распространение
Встречаются в Афротропике (тропическая Африка и Мадагаскар).

## Описание
Мелкие и среднего размера осы-бетилиды (длина от 3 до 6 мм). Известны только по самцам. Отличаются длинными и щетинистыми усиками. Среди Pristocerinae он однозначно идентифицируется по наличию следующих признаков: 1) большой и обычно угловатой срединной клипеальной доли; 2) гипопигий медиально обычно толстый, 3) задний край гипопигиума от слабовыемчатого до глубоко выемчатого; 4) харпе (часть вальвы) с апикальными выступами; 6) куспис уплощён и в основании очень широкий; 7) вершина спинной створки эдеагуса с перепончатым пузырем; 8) набор щетинок в виде кошачьих усов на вершине эдеагуса; 9) купула редуцирована к дорсально-латеральной области генитального кольца. Нижнечелюстные щупики 6-члениковые, а нижнегубные состоят из 3 сегментов. Метанотум крупный, выше мезоскутума.
Тело самцов удлинённое. Усики длинные, но не достигают брюшка; педицель короче I-го членика жгутика. Мандибулы лишь немного шире на вершине, чем в основании. Наличник с длинной срединной лопастью, не менее 20 % общей длины головы, срединный киль полный и заметный, латеральная лопасть не отграничена какой-либо выемкой, значительно короче срединной лопасти. Формула щупиков 6:3, щупики без длинных щетинок, вершинные щетинки каждого членика самое большее немного длиннее длины пальпомера, три дистальных максиллярных членика короче предыдущего. Глаз выпуклый и крупный, занимает не менее половины длины головы, с очень редкими короткими щетинками, видимыми только при большом увеличении. Глазковый треугольник не столь выражен, глазки выступают над поверхностью темени, не более чем на 0,5 × диаметра переднего глазка. Затылочный киль полный и заметный. Среднезатылочно-щечный киль полный. Гипостомальный киль сильно приподнят и полный.
Переднеспинка обычно килеватая, поверхность большей частью плоская. Переднемезоскутум с нотаулями и парапсидальными бороздками. Среднескутеллярно-щитиковый шов сближен медиально. Мезоскутумо-скутеллярная борозда глубокая и широкая. Заднещитик шире длины, щетинковидный, поверхность выпуклая. Метапектально-проподеальный комплекс с поперечным передним килем имеется, латеральный киль обычно отсутствует, поперечный задний киль и задний киль отсутствуют, проподеальные дыхальца пересекают латеральный киль метапектально-проподеального комплекса. Проподеальный скат (наклонная поверхность) без срединного киля. Проподеальные дыхальца эллиптические, спереди пересекают латеральный киль метапектально-проподеального комплекса. Переднее крыло с постстигмальной абсциссой R1 никогда не длиннее птеростигмы; Rs&M наклонён, его соединение с Sc+R далеко от птеростигмы примерно на одну треть или половину длины птеростигмы, жилка 2r-rs&Rs значительно длиннее птеростигмы; r-m, m-cu всегда присутствуют. Заднее крыло с жилкой Sc+R не более длины булавы; с двумя наборами базальных и дистальных крючков, хорошо разделенных, базальные крючки-гамули прямые, дистальные крючковидные. Коготки с одним или двумя зубцами. I-й сегмент метасомы, по крайней мере, немного длиннее II тергитаа. Метасомальные сегменты II и III лишены тергального отростка. Гипопигий с одной пластинкой, полностью склеротизованный и плоский; переднемедиальная аподема, если она присутствует, никогда не бывает длинной, переднебоковая аподема всегда имеется, срединная область внутренней поверхности обычно толстая.

## Классификация
Известно около 10 видов. Род выделен в 2018 году из состава Apenesia в ходе ревизии, проведённой в 2018 и 2020-х годах бразильскими энтомологами Isabel Alencar, Magno Ramos и Celso Azevedo. Pristonesia включён в подсемейство Pristocerinae и близок к родам Pristocera и Apenesia.
- Pristonesia nyamuragira (Benoit, 1957)
- Pristonesia oracil Azevedo et Colombo, 2022
- Pristonesia parcetil Azevedo et Colombo, 2022
- Pristonesia querfil Azevedo et Colombo, 2022
- Pristonesia sicril Azevedo et Colombo, 2022
- Pristonesia tainatril Azevedo et Colombo, 2022
- Pristonesia uvenil Azevedo et Colombo, 2022